# Steve Harris (músic)
Steve Harris (anglès: Stephen Percy Harris)  (Londres, 12 de març de 1956), és el fundador, baix i compositor principal del grup britànic de heavy metal Iron Maiden.

## Biografia
Va fundar el grup Iron Maiden quan era només un adolescent l'any 1975. Al costat de Dave Murray, és l'únic membre original de la banda que encara roman, trenta anys després.
Solia treballar com a delineant d'arquitectura a la zona de l'Est de Londres, però ho va deixar per formar Iron Maiden. A mitjans els setanta era un jove futbolista del West Ham United FC. És un bon jugador, pel que molts dels seus companys de la banda afirmen que si no toqués el baix es dedicaria sens dubte al futbol professional.
Baixista autodidacte, el seu primer baix (una còpia d'una Fender Precision Bass) el va obtenir amb 15 anys pel preu de 40 lliures esterlines. Va continuar utilitzant un model "Unicorn" de la firma Costat i un Fender Precision amb cordes RotoSound. Ara usa les seves pròpies cordes RotoSound Flatwound. És sorprenent, ja que aquest tipus de cordes no donen un so reveixinant i clar. De fet, el soroll metàl·lic es produeix en rebotar les cordes sobre els trasts, donant el peculiar estil de Steve Harris. Fender amb un disseny d'un baix amb la seva firma, va ser retirat del mercat per la seva escassa acceptació.
Ha estat influït per altres baixistes com Geddy Lee de Rush, Chris Squire de Yes, John Deacon de Queen, Geezer Butler de Black Sabbath o John Entwistle de The Who, entre d'altres; però un dels baixistes preferits de sempre per Steve Harris va ser Pete Way, de UFO, de qui s'ha dit que ha influït fortament l'estil d'execució d'Harris.
Les seves anteriors bandes abans de crear la seva pròpia van ser Gypsy's Kiss i posteriorment Smiler, grup en la qual era molt més jove que la resta de membres. Encara que cap de les dues no va treure discs al mercat sent Harris el baixista.
El nom d'Iron Maiden el va idear en veure un instrument de tortura anomenat "pit i ferro" en la pel·lícula "L'home de la màscara de ferro".

## Estil
Steve Harris comunament utilitza un baix de tan sols 4 cordes. Diu que tan sols usa 4 cordes perquè són les cordes tradicionals i perquè el so de Maiden canviaria amb més cordes.
El seu estil tocant és molt ampli i variat: des dels seus famosos galops alternant els dits índex i cor, fins a l'execució de powerchords, depenent de la cançó, a més dels riffs complicats i melòdics com el de ¨Blood on the World hands¨, ¨Powerslave¨, ¨Phanthom of the opera¨ entre d'altres i del ritme que li vulgui imprimir. Ha assegurat que mai no ha usat pua per tocar i que mai no fa exercicis d'escalfament abans de tocar.
A l'hora d'escriure les lletres presa com a font d'inspiració la història, la mitologia o pel·lícules.
En resum, considerat com el guia de la banda, és indubtable que Iron Maiden ha arribat fins al més alt del panorama del Heavy Metal internacional gràcies al seu dur treball i a la seva determinació per dur a terme el seu somni d'èxit musical. Per això és considerat el millor baixista del món.

## Discografia amb Iron Maiden
- Iron Maiden (1980)
- Killers (1981)
- The Number of the Beast (1982)
- Piece of Mind (1983)
- Powerslave (1984)
- Live After Death (1985)
- Somewhere In Time (1986)
- Seventh Son of a Seventh Son (1988)
- No Prayer for the Dying (1990)
- Fear of the Dark (1992)
- A Real Live/Dead One (1993)
- The X Factor (1995)
- Virtual XI (1998)
- Ed Hunter (1999)
- Brave New World (2000)
- Rock In Rio (2002)
- Dance of Death (2003)
- Death on the Road (2005)
- A Matter of Life and Death (2006)
- The Book of Souls (2015)
- Senjutsu (2021)